# Três ensinamentos

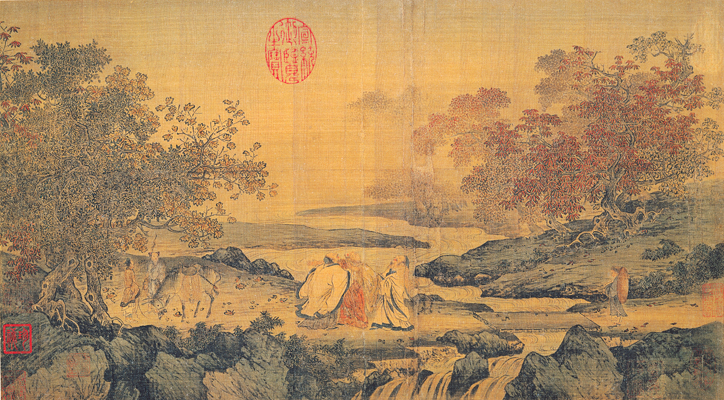
Três risadas em Tiger Brook, uma pintura da dinastia Song (século XII) retratando três homens representando o confucionismo, o taoísmo e o budismo rindo juntos

Na filosofia chinesa, os três ensinamentos (chinês: 三教, pinyin: sān jiào; em vietnamita: tam giáo, Chữ Hán: 三教) são o confucionismo, o taoísmo e o budismo. O estudo e a compreensão dos três ensinamentos são tradicionalmente considerados uma síntese harmoniosa na cultura chinesa. As primeiras referências literárias à expressão “três ensinamentos” por estudiosos chineses datam do século VI. O termo também pode se referir a fundamentos filosóficos não religiosos integrados em campos como a medicina tradicional chinesa.

## Os três ensinamentos como um só

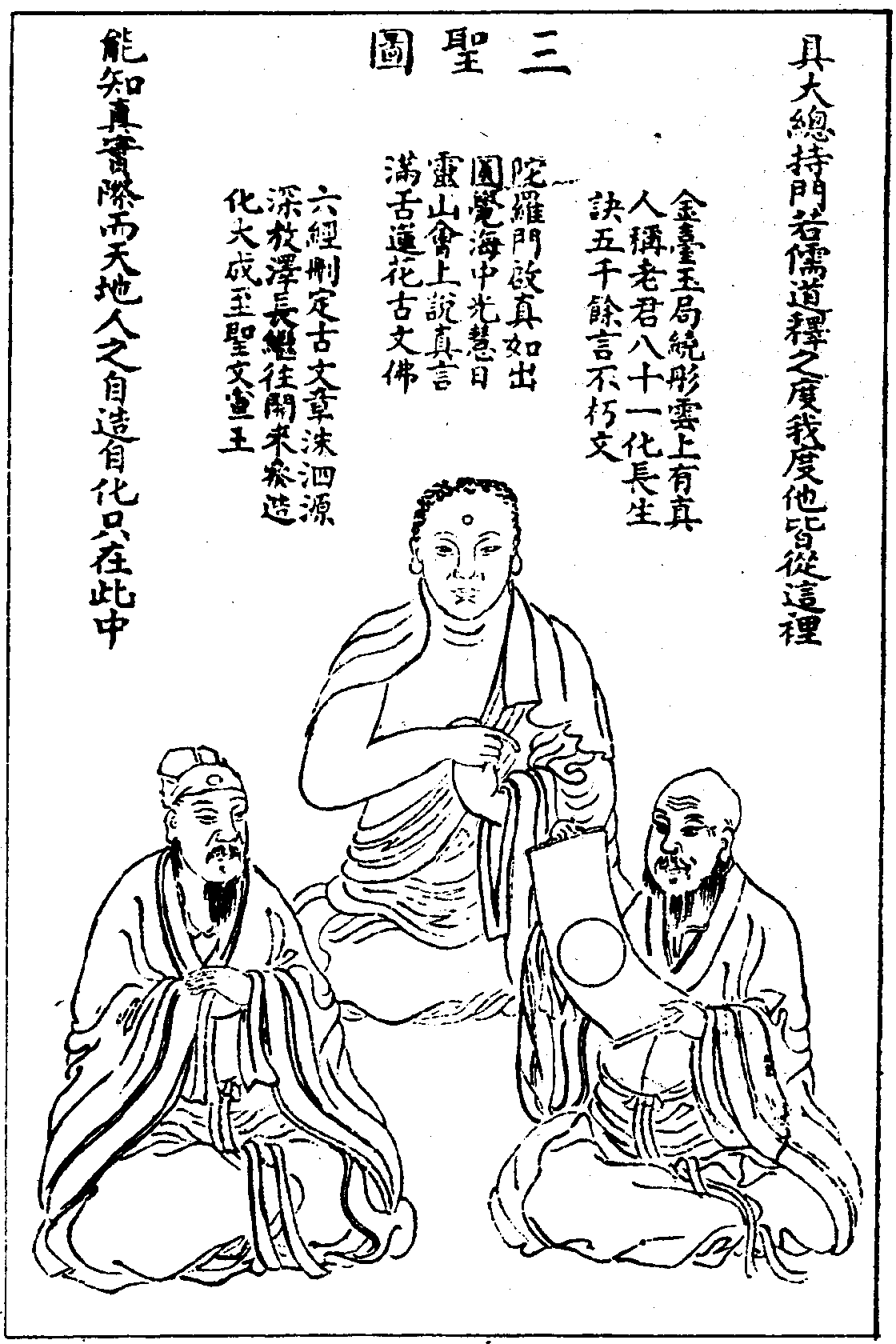
Os Três Sábios (Confúcio, Buda, Laozi) 三聖圖, 1615 Xingming guizhi

A expressão “três ensinamentos” também aparece na forma "três ensinamentos harmoniosos como um" (chinês: 三教合一, pinyin: San Jiao He Yi). No entendimento comum, essa fórmula reflete a longa história de interação, influência mútua e, em certos aspectos, complementaridade entre o confucionismo, o taoísmo e o budismo.
A expressão também pode se referir ao ensinamento Sanyi, uma seita sincrética fundada durante a Dinastia Ming por Lin Zhao'en, que combinava elementos confucionistas, taoístas e budistas com foco no autocultivo. Contudo, a expressão não se limita a essa seita específica.
Enquanto o confucionismo servia como base ideológica das leis, das instituições e da elite governante, o taoísmo representava uma cosmovisão mais flexível, adotada tanto por intelectuais dissidentes quanto por camadas populares. Apesar de posições filosóficas distintas, as duas tradições se complementaram na construção da visão de mundo chinesa.
A veneração conjunta dos três ensinamentos pode ser observada em templos como o mosteiro suspenso. Seus praticantes afirmam que “três ensinamentos são mais seguros do que um” e que a combinação de suas virtudes pode trazer boa sorte.

## Confucionismo
O confucionismo é uma tradição filosófica (e por vezes considerada religiosa) baseada nos ensinamentos de Confúcio, desenvolvida durante o Período das Primaveras e Outonos, sob a Dinastia Zhou. Seus princípios centrais incluem ren (benevolência), yi (retidão), li (ritual), zhong (lealdade) e xiao (piedade filial), com ênfase na manutenção dos papéis sociais.

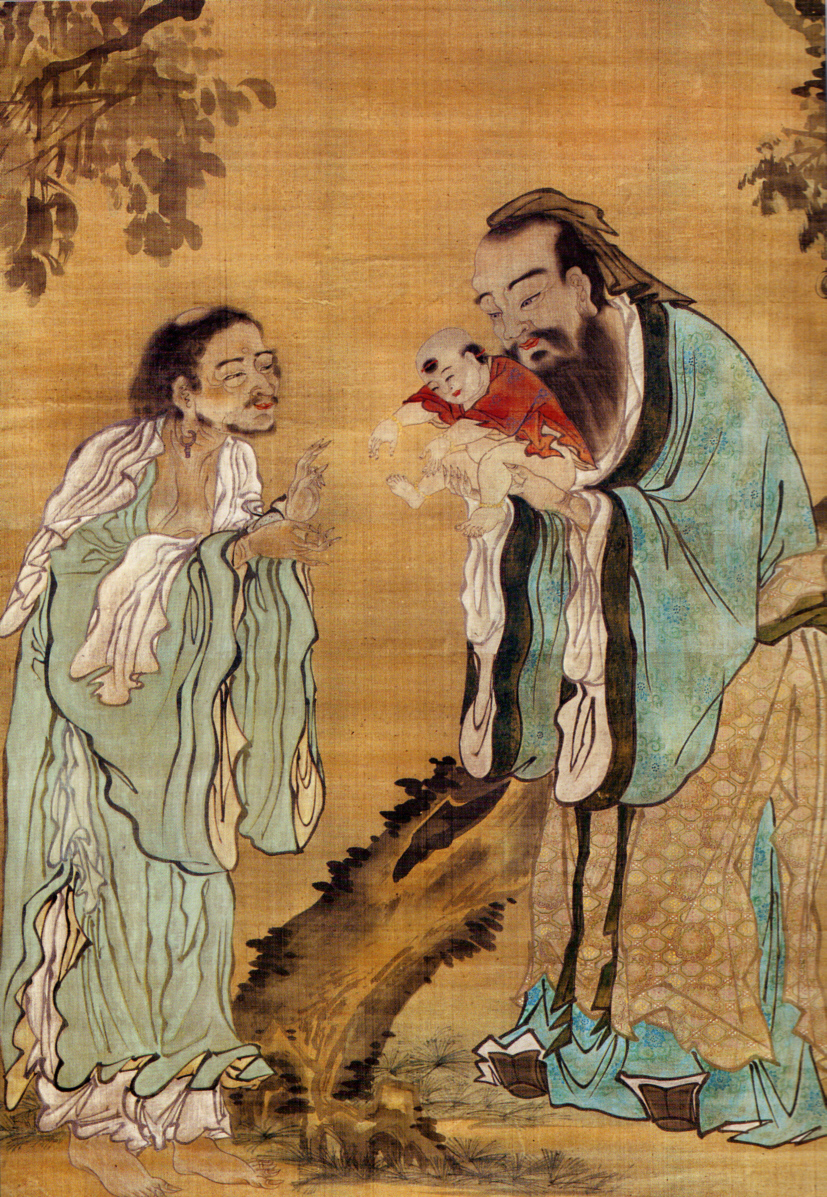
Confúcio entregando o bebê Gautama Buda ao idoso Laozi

Esses valores se expressam nos cinco relacionamentos fundamentais: governante-súdito, pai-filho, marido-esposa, irmão mais velho-irmão mais novo e amigo-amigo. Em todos, espera-se que a figura subordinada demonstre respeito e obediência, enquanto a figura de autoridade deve zelar pelo bem-estar do outro.
"O homem superior tem uma facilidade digna sem orgulho. O homem medíocre tem orgulho sem uma facilidade digna."— Confúcio, Analectos
Originalmente, a expressão “homem superior” designava o filho de um governante, mas Confúcio redefiniu o termo em termos de comportamento ético e virtudes morais, em vez de posição social.

## Taoísmo
O taoísmo (ou daoísmo) é uma filosofia que prega a harmonia com o Dao (道; Dào, lit. "Caminho"), entendido como a origem e essência de tudo o que existe. Sua origem remonta ao século IV a.C., tendo como principais expoentes Lao Zi e Chuang-Tzu.

Os pilares do taoísmo incluem a busca pela imortalidade, a observação dos ciclos naturais e a valorização do equilíbrio intrínseco ao universo. Em vez de valorizar extremos, essa filosofia destaca a interdependência e a complementaridade entre todas as coisas. Um de seus conceitos centrais é o de yin e yang (geralmente traduzido como "escuridão e luz"), que não representam uma oposição entre bem e mal, mas sim uma interação contínua entre forças opostas e complementares — “dentro do yang existe o yin e vice-versa”.

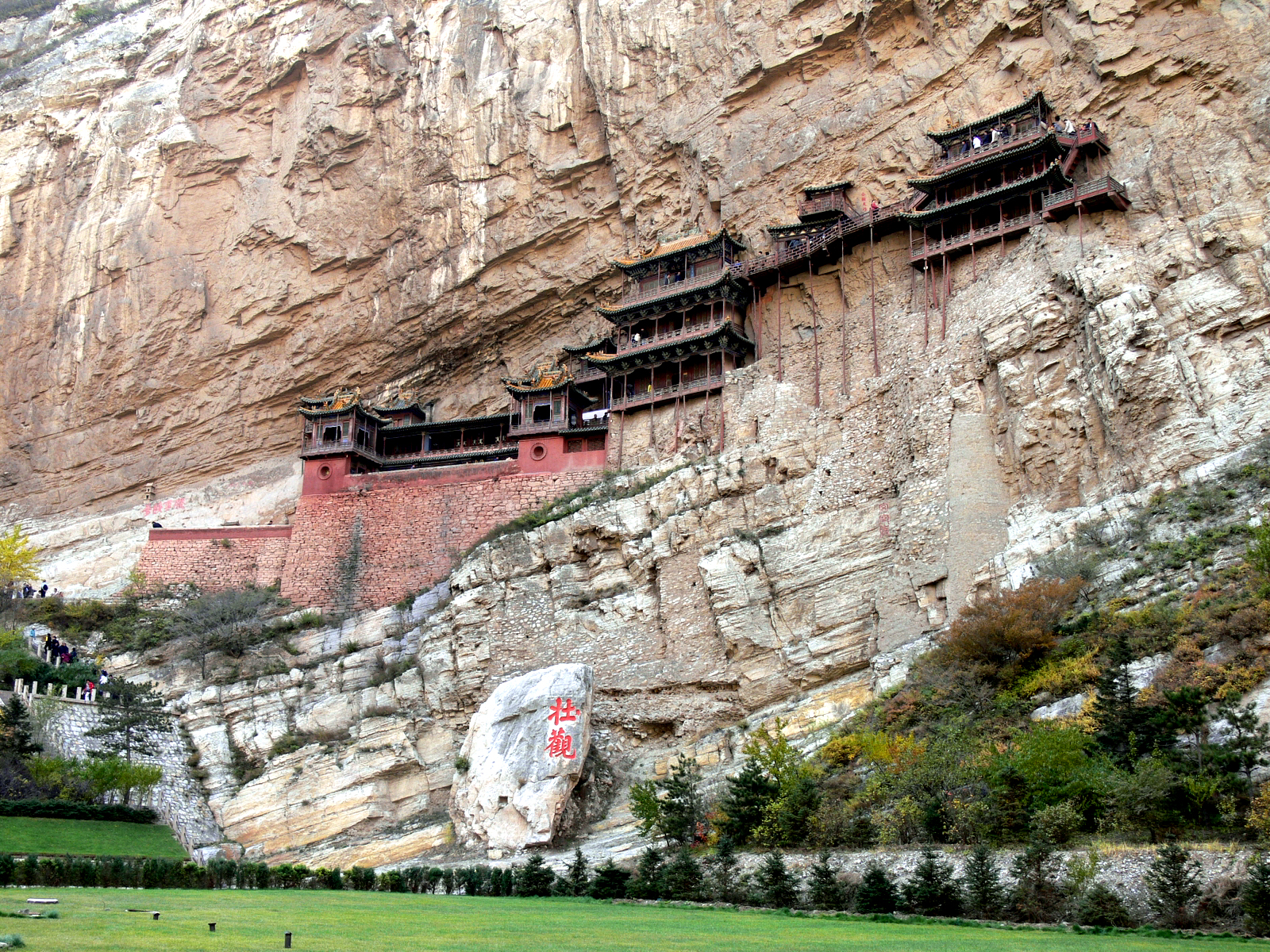
Templo Suspenso, que contém divindades e salões taoístas, budistas e confucionistas

No cerne do pensamento taoísta está o princípio do wu wei (無為), frequentemente traduzido como "não ação" ou "ação sem esforço". Esse conceito não implica inércia ou passividade, mas sim um modo de agir em sintonia com o fluxo natural das coisas, evitando interferências forçadas ou desnecessárias. Curiosamente, essa noção se aproxima de um ideal confucionista, segundo o qual um governante virtuoso lidera pelo exemplo, sem necessidade de coerção constante. O taoísmo argumenta que ações excessivamente impositivas tendem a provocar reações igualmente intensas e que, portanto, um governo muito controlador pode tornar-se tirânico e injusto, mesmo quando motivado por boas intenções.
No Daodejing, uma das obras fundamentais do pensamento taoísta, encontramos que:
"A verdade nem sempre é bela, nem as palavras bonitas são a verdade."— Tao Te Ching, Lao-Tsé

## Budismo
O budismo é uma religião fundada a partir dos ensinamentos de Sidarta Gautama. Entre suas ideias centrais estão o carma, o renascimento e a impermanência. A maioria dos budistas acredita que a vida é marcada pelo sofrimento, mas que este pode ser superado com a iluminação. O nirvana é visto como um estado de libertação alcançado por meio do rompimento dos apegos materiais e da purificação da mente.
Outro elemento fundamental é o Nobre Caminho Óctuplo, parte das Quatro Nobres Verdades. Trata-se de um conjunto de práticas éticas, mentais e meditativas destinadas à libertação do sofrimento.

## Controvérsia

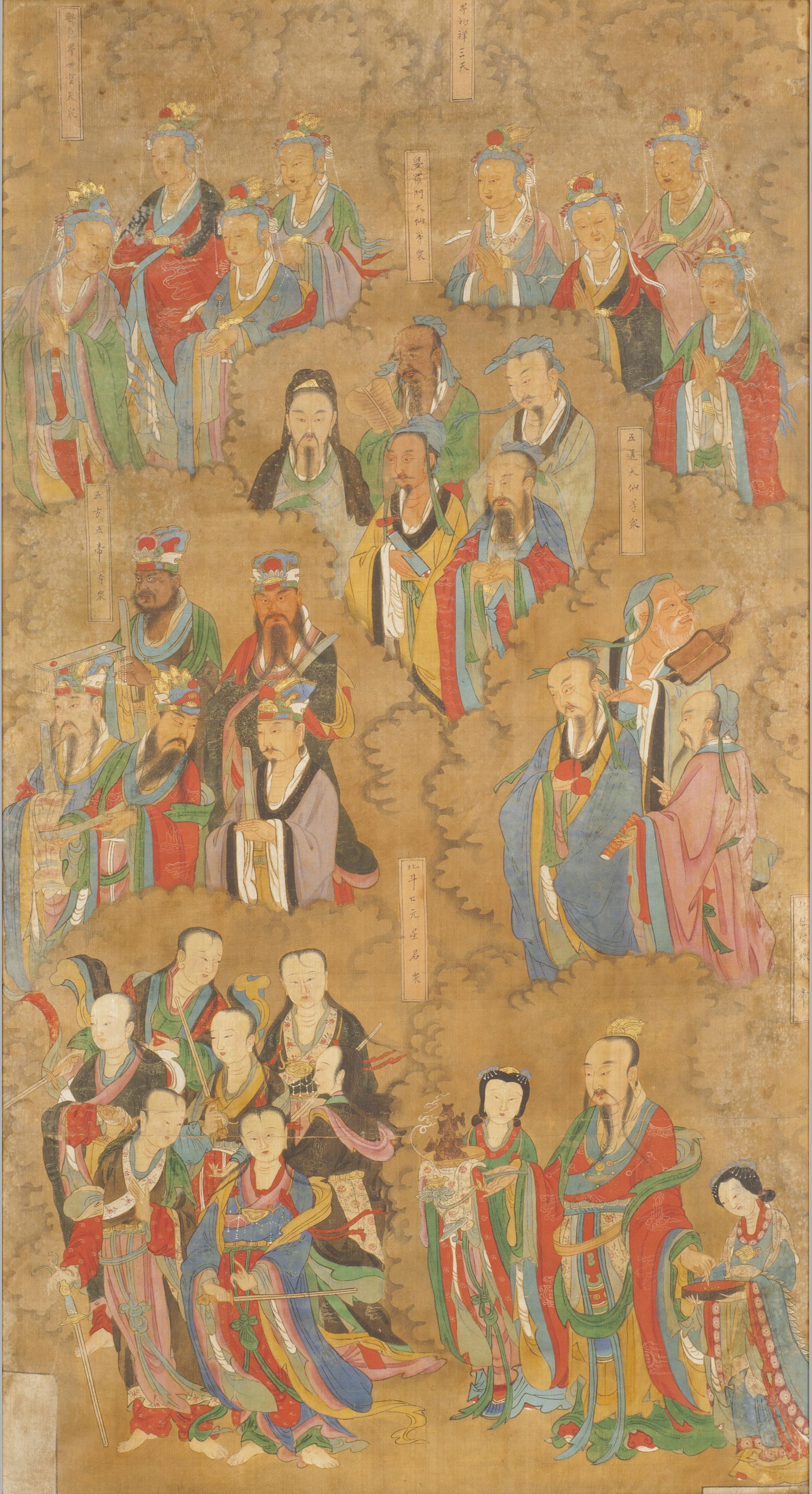
Pintura ritual de água e terra representando divindades budistas, taoístas e folclóricas.

Embora o termo “três ensinamentos” seja comumente associado à harmonia entre confucionismo, taoísmo e budismo, historicamente cada doutrina teve momentos de ascensão e conflito. Imperadores e governos privilegiaram determinados sistemas em detrimento de outros.
Durante a Dinastia Song, por exemplo, o budismo e o taoísmo perderam influência em favor do neoconfucionismo, que passou a ocupar posição dominante.
Uma minoria de estudiosos argumenta que a expressão "três ensinamentos" pode sugerir que o confucionismo, o taoísmo e o budismo são equivalentes, apesar de suas diferenças fundamentais. Esse ponto de vista é contestado, já que outros ressaltam que se trata de sistemas filosófico-religiosos distintos, com ênfases e objetivos diversos. O confucionismo se concentra em normas sociais, ética e valores morais, com forte ênfase na ordem e nas obrigações relacionais. O taoísmo valoriza a simplicidade, a espontaneidade e uma vida em harmonia com a natureza, promovendo o desapego às convenções artificiais. Já o budismo enfatiza as noções de sofrimento (dukkha), impermanência e renascimento, destacando a salvação espiritual como superação do ciclo de reencarnações e do apego ao mundo material.